# Ansaldo 149/40 Mod. 1935
L'Ansaldo 149/40 Mod. 1935 era un cannone pesante di fabbricazione italiana, adottato dal Regio Esercito nel 1935 e da questo utilizzato nel corso della seconda guerra mondiale; dopo l'8 settembre 1943, il pezzo fu utilizzato anche dalla Wehrmacht con la denominazione 15 cm K 408(i).

## Le origini
Nel 1929 l'Ispettorato di Artiglieria chiese all'Ansaldo,  all'AREN (Arsenale del Regio Esercito di Napoli) ed alla OTO di sviluppare un nuovo cannone da 149 mm con cui sostituire i pezzi da 149/35, da 152/45 e da 152/37 (quest'ultimo di preda bellica) risalenti alla Grande Guerra. Mentre l'Ansaldo e l'AREN presentarono i propri progetti, la OTO preferì concentrarsi sull'obice da 210 mm. I due pezzi sperimentali, realizzati nel 1933, dovevano rispondere a numerose richieste di cui le principali erano: una gittata minima di 20 km, un peso in batteria non superiore alle 11 tonnellate, la possibilità di traino meccanico scomposto in due o tre parti, il tempo di messa in batteria non superiore a mezz'ora, eventualmente utilizzando il personale dei due pezzi.
Tanto il progetto dell'AREN, un cannone da 149/37 con bocca da fuoco direttamente derivata da quella del vecchio 149/35, quanto quello dell'Ansaldo, un cannone da 149/40, superarono i test, ma la commissione esaminatrice scelse quest'ultimo, che fu provato a Nettunia, tra il dicembre 1933 ed il dicembre 1934. All'inizio del 1935 il progetto Ansaldo fu rinviato a Genova per attuare qualche modifica volta a migliorare la stabilità del pezzo durante il tiro e per ridurre a due il numero di pezzi scomponibili per il trasporto. Nel luglio del 1935, il cannone 149/40 (ufficialmente designato come Cannone da 149/40 mod.35) venne adottato dal Regio Esercito, e venne inviato all'Ansaldo un ordine per l'acquisto di 48 pezzi.

## La tecnica
- granata a esplosivo 149/35 Mod 32
- granata a doppio effetto 149/40 Mod 35
- granata perforante 149/35
- granata da esercitazione

Il cannone 149/40 Mod 35 era fornito di una bocca da fuoco di lunghezza 6 m in acciaio, con l'anima ricambiabile a freddo in un'ora.  L'otturatore era a vitone cilindrico con anello plastico di chiusura, il caricamento avveniva tramite una cucchiaia, che permetteva l'inserimento del proietto nella culatta con una alzo massimo di 20°. Il sistema di sparo era a percussione a ripetizione, con possibilità di tiro solo nel primo arco (tiro diretto). Il congegno di mira era a cannocchiale panoramico, con alzo e linea di mira indipendenti. Il munizionamento era a cartoccio, senza bossolo.
L'affusto in batteria poggiava su due code ed una piattaforma che formava la base del sottoaffusto, a cui era fissato il carrello di traino, che quindi aumentava la massa del complesso in batteria. Le code potevano essere regolate sia sul piano orizzontale sia su quello verticale, permettendo quindi al pezzo di adattarsi al terreno, conservando comunque la verticalità dell'affustino. Le estremità delle code terminavano con due portavomeri, imperniati in modo da permettere il migliore adattamento al terreno. L'affusto era composto dalla culla, dalla slitta col freno di rinculo e recuperatori e affustino. Gli orecchioni erano anteriori alla culla. Il brandeggio della bocca era ottenuto facendo ruotare l'affustino sul sottoaffusto, tramite volantino, mentre l'elevazione era ottenuta tramite due settori dentati e rocchetti, che agivano su una ruota elicoidale.
Togliendo le casse dei vomeri l'affusto poteva essere ruotato a 360°, permettendo così libertà di manovra ai veicoli di traino, che non erano costretti ad allineare il pezzo con la piazzola.
Il traino avveniva in due carichi, uno con il carrello affusto che trasportava l'affusto stesso con code e vomeri ed uno con il carrello cannone, che trasportava la bocca da fuoco e la relativa slitta. Il traino, in particolari condizioni favorevoli ed a bassa velocità, poteva essere fatto anche con un carico unico. Il pezzo poteva essere anche scomposto in quattro carichi per il traino in montagna.

## La produzione
Contrariamente ad altri pezzi d'artiglieria di nuova generazione sviluppati in Italia negli anni '30, la messa a punto del 149/40 fu relativamente rapida, tanto che nel 1939 gran parte dei cannoni richiesti con la prima commessa era stata consegnata al Regio Esercito; tuttavia, altri 132 pezzi ordinati nel 1938 subirono numerosi ritardi ed un'ulteriore commessa per 590 pezzi fu cancellata. Solo 52 tubi anima di riserva per le bocche da fuoco già allestite furono completati tra il 1940 e il 1941. In realtà parte dello stato maggiore del Regio Esercito riteneva che il sostegno fornito dall'artiglieria pesante avesse un ruolo secondario nella guerra di movimento, pertanto la priorità era assegnata ai pezzi controcarro, contraerei, divisionali e di corpo d'armata, di più elevata mobilità.
In seguito alle prospettive di sospensione l'Ansaldo tentò di realizzare un semovente armato con il pezzo, utilizzando lo scafo del carro P40 dal novembre 1941, ma il prototipo fu pronto solo nel 1943; il mezzo fece le prove di tiro a Genova nel luglio dello stesso anno, e dopo l'8 settembre fu requisito dai Tedeschi.

## L'impiego
L'impiego del pezzo era previsto per le azioni dell'artiglieria di armata, quindi per l'interdizione lontana (controbatteria, spianamento e repressione), tuttavia, considerando la mancanza di trattori adatti, inizialmente, nel settembre 1940, il pezzo fu assegnato al XXXIII gruppo, con la funzione di artiglieria costiera. Nel 1941 furono costituiti tre gruppi mobili (XXXI, XXXII e XXXIV) su tre batterie ed un reparto logistico. Nell'aprile 1941 il XXXIII gruppo fu motorizzato ed inviato in Jugoslavia alle dipendenze della 2ª Armata.

### Il Fronte africano settentrionale

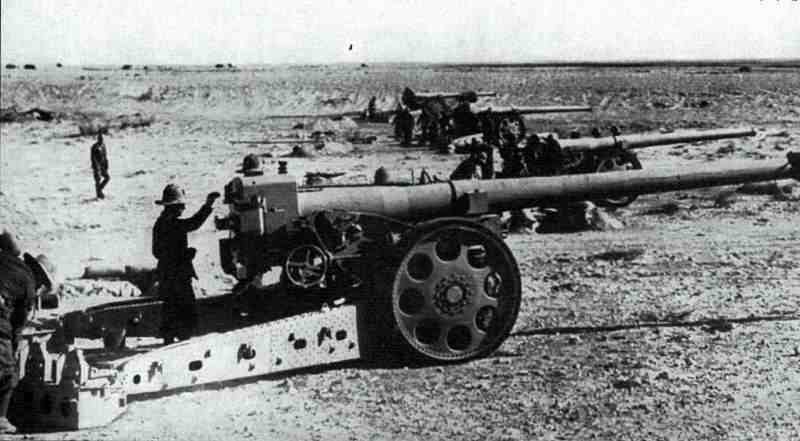
Batteria di 149/40 in Libia

Il XXXIII gruppo fu assegnato nel giugno 1941 all'8º raggruppamento d'artiglieria d'armata, con il LII gruppo (152/37) e CXXXI e CXLVII (entrambi su 149/28). Il raggruppamento arrivò in Libia a partire dall'ottobre 1941, e fu assegnato al XXI corpo d'armata. Lo schieramento fu studiato in modo tale da poter colpire, utilizzando la massima gittata dei pezzi, il porto di Tobruk, ma, appena presa posizione, il raggruppamento fu costretto a contrastare l'offensiva britannica del 21 novembre, tanto che il 23 novembre, dopo che due pezzi da 149/40 erano stati messi fuori uso dalla controbatteria nemica, fu ordinato il ripiegamento dell'intero raggruppamento che, comunque, già dal 26 novembre riprendeva le azioni di fuoco sulla cinta fortificata di Tobruk, con azioni che continuarono fino all'esaurimento delle munizioni il 6-7 dicembre. Il ripiegamento su Ain el-Gazala, lungo la via Balbia, si prolungò fino a Derna ed el-Agheila.
Con la controffensiva del gennaio 1942 seguì il Corpo di manovra in Cirenaica, appoggiando con le proprie batterie sia la Divisione "Trieste" sia la Divisione "Ariete", infine nel marzo- aprile 1942 il gruppo fu assegnato tatticamente alla Divisione Brescia (X Corpo d'armata)]. In maggio, in vista dell'offensiva di Gazala, il XXXIII gruppo passò alle dipendenze del XX Corpo d'armata,  il 20 giugno fu impegnato contro le fortificazioni di Tobruk ed il 26-28 dello stesso mese fu impegnato contro Marsa Matruh, sotto gli attacchi della RAF che distrusse due trattori.
In luglio il gruppo raggiunse El Alamein, dove combatté praticamente quotidianamente, operando anche, il 10 luglio, a tiro diretto contro reparti meccanizzati britannici. Nella terza battaglia di El Alamein il XXXIII gruppo combatté fino al 28 ottobre, quando la linea pezzi fu raggiunta dai corazzati nemici, che vennero ricacciati indietro da un contrattacco della Divisione "Littorio". A partire dal 1º novembre il gruppo operò con la 90ª Divisione leggera tedesca, ma, al termine della ritirata, il 1º dicembre a Sirte, era ridotto a due batterie in scarse condizioni di efficienza. Le condizioni del gruppo peggiorarono ulteriormente, tanto che a fine dicembre restavano solo due cannoni efficienti, saliti a quattro grazie ad interventi di riparazione, rimasero in linea, sia pure con meno di un'unità di fuoco di munizioni.

### Il Fronte russo
Il XXXI gruppo, costituito nell'agosto 1941 su tre batterie (92ª, 93ª e 94ª), fu assegnato al 9º raggruppamento di artiglieria d'armata nel maggio del 1942 e nel luglio dello stesso iniziò il trasferimento a Nikitovka, alla fine di agosto la 93ª batteria fu sostituita dalla 177ª, su obici 210/22. Il 3 ottobre il gruppo passò alle dipendenze del 2º raggruppamento d'armata.
Il XXXII gruppo fu costituito nel febbraio 1942 ed assegnato al 9º raggruppamento, a metà luglio fu schierato sul fronte del Don. Il 20 settembre passò alle dipendenze del XXIX corpo d'armata tedesco. Successivamente venne assegnato come rinforzo al Corpo d'Armata alpino.
IL XXXIV gruppo, costituito nel febbraio 1942 su 89ª, 90ª, e 94ª batteria venne assegnato al 9º raggruppamento fu trasferito in luglio in Russia ed assegnato al XXXV Corpo d'armata.

L'impiego dei tre gruppi nel corso dell'inverno fu pesantemente condizionato dalla penuria di carburante, sebbene fosse stato emanato l'ordine esplicito di conservare almeno 100 km di autonomia "intangibile". Inoltre l'eccessivo diradamento delle batterie, strettamente legato alla lunghezza eccessiva del fronte da difendere rese problematica la manovra di fuoco delle artiglierie. Il risultato fu che la resistenza dei gruppi di artiglieria, nonostante la perdita di 72 ufficiali e 1957 artiglieri e nonostante 
(Motivazione della Medaglia d'argento al 9° Raggruppamento d'Artiglieria di Corpo d'Armata)

### Dopo l'armistizio e nell'Esercito Italiano
Successivamente all'8 settembre tre pezzi furono requisiti dai tedeschi, che li denominarono15 cm K 408(i), mentre altri 13 giunsero dall'Ansaldo nel corso dell'occupazione e vennero utilizzati come artiglierie costiere.
I pochi cannoni che sopravvissero alla guerra furono reinseriti nel materiale in servizio solo nel 1952, comunque non furono costituite unità organiche che utilizzassero tali pezzi. Il 149/40 fu radiato ufficialmente dalla linea nel 1969. Gli unici due pezzi conservati si trovano al Museo nazionale dell'artiglieria a Torino ed al Sacrario dei caduti d'oltremare a Bari. Il prototipo del semovente è conservato presso l'Aberdeen Proving Ground nel Maryland.

## Confronto con armamenti similari
Il pezzo 149/40 aveva prestazioni confrontabili con quelle dei cannoni utilizzati da alleati ed avversari, nei confronti del tedesco 15 cm K 18 la sua minore gittata era compensata da un peso inferiore ed un arco di tiro orizzontale maggiore, nei confronti del M1A1 statunitense (155/45) con una gittata uguale ed uguale arco di tiro orizzontale, peso minore, ma arco di tiro verticale inferiore.
| Pezzo                   | 149/40 | 15 cm K 18 | M1A1 "Long Tom" | 155 mm GPF |
| Calibro (mm)            | 149    | 149        | 155             | 155        |
| Peso in batteria (t)    | 11,4   | 12,6       | 12,6            | 13,0       |
| Gittata massima (m)     | 23700  | 24825      | 23500           | 16733      |
| Peso del proietto (kg)  | 46     | 43         | 43              | 43         |
| Velocità iniziale (m/s) | 800    | 865        | 853             | 708        |

La cadenza di tiro era pari a quella del 15 cm K 18, con 1 colpo al minuto come cadenza normale (pari a 60 colpi orari), elevabili in condizioni di tiro sostenuto anche a 2-3 colpi al minuto (fino quindi a 120 colpi orari). Invece il M1A1 statunitense aveva una cadenza di tiro di 1 colpo ogni 2 minuti (30 colpi orari), arrivando a 2 colpi al minuto solo in condizioni di tiro sostenuto.
Il traino era effettuato dalla trattrice pesante Breda TP32, come tutte le artiglierie d'armata in dotazione al Regio Esercito.